# Zadarska filološka škola
Zadarska filološka škola bila je filološka škola koja je djelovala u Zadru tijekom devetnaestoga stoljeća. Nudila je rješenja za niz pitanja vezanih za standardizaciju hrvatskoga književnoga jezika. Zadarsku filološku školu vodio je Ante Kuzmanić.
Članovi Zadarske filološke škole svoje su članke u početku objavljivali u časopisu Zori dalmatinskoj pokrenutom u Zadru 1844. godine. Zalagali su se za korištenje staroga dalmatinskoga pravopisa i fonološkoga slovkanja, kao i za upotrebu ikavskoga štokavskoga dijalekta koji je bio široko rasprostranjen u Dalmaciji, Bosni i Slavoniji, a tijekom povijesti koristio se u mnogim značajnim književnim djelima. Kasnije su prihvatili gajicu, ali nastavili su se zalagati za ikavski govor.
Kuzmanićevi suradnici bili su Šime Starčević iz Like i Ignjat Alojzije Brlić iz Slavonije. Druga generacija Zadarske filološke škole objavljivala je u Narodnome listu, a budućnost je vidjela u dubrovačkome književnome jeziku i idejama koje su proizlazile iz Zagreba.